# Kritisk psykologi
Den kritiske psykologi blev etableret som en teoretisk position i psykologien i 1970'erne ved Freie Universität i Berlin som et barn af studenteroprøret i 1968. Positionen var i en periode meget indflydelsesrig i Tyskland og senere blandt andet i Danmark, men kun få af dens værker blev oversat til engelsk (se også Wikipedias artikler på engelsk og tysk).
Der henvises ofte til Klaus Holzkamps værker, men der var tale om et kollektiv, hvor også bl.a. Ute Osterkamp, K-H Braun, Morus Markard og W.F Haug skrev vigtige tekster; via feministisk psykologi blev Frigga Haugs værker måske de mest kendte internationalt. I Danmark bl.a. Erik Axel, Torben Bechmann Jensen, Tove Borg, Ole Dreier, Hysse Forchhammer, Jens Kr. Gudiksen, Lotte Huniche, Pernille Hviid, Charlotte Højholt, Vibeke Jartoft, Liselotte Ingholt, Andrew Jefferson, Kasper Kristensen, Dorte Kousholt, Line Lerche Mørck, Lotte Huniche, Morten Nissen, Bodil Pedersen, Ole V Rasmussen, Ernst Schraube, Ida Schwartz. Mange danske tekster i traditionen er udgivet i tidsskriftet "Udkast. Dansk Tidsskrift for Kritisk Samfundsvidenskab", og mange engelske siden 1999 i Outlines. Critical Practice Studies. 
Den kritiske psykologi byggede på Vygotsky's og især Leontjev's kulturhistoriske Virksomhedsteori, men føjede dertil en ideologikritisk dimension og en subjektproblematik, der i mange henseender tog de samme temaer op som den kritiske psykoanalyse. I de senere år knyttes an til strømninger som situeret læring, interaktionisme og poststrukturalisme, og der ses hos mange forfattere tilnærmelser, dels til nyere 'critical psychology', dels til nyere udgaver af kulturhistorisk / virksomhedsteoretisk psykologi. 

## Tidsskrifter
- Nordiske udkast : tidsskrift for kritisk samfundsforskning

Udgives af "Udkast – forening for kritisk samfundsvidenskab" og Syddansk Universitetsforlag. Tidsskriftet udkommer 2 gange om året. Tidligere udgaver kan findes elektronisk her: https://tidsskrift-dk.ez.statsbiblioteket.dk:12048/index.php/nu
Foreningen udgiver også en søsterpublikation på engelsk, Outlines. Indholdet i de to tidsskrifter er ikke det samme. 
- Outlines. Critical Practice Studies: Internationalt open access tidsskrift. Aktuel redaktion sammensat af forskere fra Danmark, UK, Tyskland, Grækenland, USA, Finland og Spanien. Tidsskriftet udgives to gange om året (1. årg. 1999) på engelsk. https://tidsskrift-dk.ez.statsbiblioteket.dk:12048/outlines?acceptCookies=1